# П-500 „Базалт“
П-500 „Базалт“ (Индекс на УРАВ на ВМФ – 4К80, според класификацията на НАТО: SS-N-12 Sandbox (на български: пясъчник)) е съветска крилата противокорабна ракета. ПКР „Базалт“ е първата крилата ракета с морско базиране и свръхзвукова скорост на полета и е предназначена за борба с мощни корабни групировки, включително и авионосни. От 1975 г. с комплекса „Базалт“ носят 10 подводни лодки от проектите 675МК и 675МУ, на които той сменя комплекса П-35. През 1977 г. ПКР „Базалт“ е приет на въоръжение при тежките авионосни крайцери от проекта 1143 „Кречет“. През 1980-те години с комплекса се въоръжават ракетните крайцери от проекта 1164 „Атлант“.
Последващо развитие на П-500 „Базалт“ става ПКР П-1000 „Вулкан“.

## История на създаването
- На 28 февруари 1963 г. излиза постановление на Съвета на Министрите на СССР № 250 – 89 за разработката на комплекса в ОКБ-52 МАП (едно постановление с ПКР П-120 „Малахит“).
- през декември 1963 г. е завършен ескизния проект на П-500.
- октомври 1969 г. – октомври 1970 г. – етап на наземни изпитания (1-ви етап ЛКИ)
- от края на 1970 г. – етап на летателно-конструкторни изпитания.
- 1974 г. – успешни държавни изпитания.
- 1975 г. – приемане на въоръжение.

## Конструкция на ракетата
Ракетата за П-500 „Базалт“ е пряко развитие на ракетата П-35, със същата принципна компоновка. Пурообразният фюзелаж има сгъваемо триъгълно крило с висока стреловидност и един вертикален стабилизатор под корпуса. Двигателната установка е турбореактивен двигател КР-17-300 – разположена в кърмовата част на фюзелажа, въздухозаборникът (както и при П-35) е изведен под корпуса, но има по-обтекаема форма с конично централно тяло, разчетено за достигането на високи скорости, от порядък на 2 – 2,5 Маха. Корпусът на ракетата е произведен от топлоустойчиви материали, издържащи на значителните температури, възникващи при триенето във въздуха.
Стартът на ракетата се осъществява от транспортно-пусков контейнер с помощта на два закрепени в кърмовата част (странично от стабилизатора) твърдогоривни ускорителя. На първите изпитания, при залпова стрелба, се наблюдава непредвиден ефект: значителните облаци барутни газове, създавани от ускорителите на излитащите първи ракети, пречат на пуска на турбореактивните двигатели на последващите. За да се избегне това, пускането на ракетите се произвежда с пауза от 8 секунди.
Далечината на действие на ракетата в зависимост от избрания профил на полета може да достига 500 км. Ракетата използва режим „голяма височина – малка височина“; на маршевия участък ракетата лети на височина до 5000 метра (за да се снижи съпротивлението на въздуха и разходът на гориво), а близо до целта, след захващането ѝ от главата за самонасочване, ракетата се снижава до височина 50 метра и осъществява полет на малка височина, скривайки се зад радиохоризонта от радарите на противника. Поразяването на целта се осигурява от полубронебойна (по други данни, фугасна) бойна част с тегло 500 – 1000 кг (според различните източници). За подаване на първичното целеуказание на ракетния комплекс, се използват данните от морската система за разузнаване и целеуказание „Легенда“.
За първи път в световната практика, П-500 е снабдена с бордова станция за поставяне на смущения 4Б89 „Шмел“, определяща режимите на работа на неприятелския радар за съпровождане, и поставяща смущения на нужната честота. Така, ракетата повишава своята устойчивост към неприятелските ЗУР. Вероятно, ракетата също е способна да изпълнява програмирани маневри за отклонение.

## Тактика на използването
Ракетният комплекс „Базалт“ получава първично целеуказание от орбиталните платформи на МКРЦ „Легенда“, или от средствата за въздушно разузнаване. Изстрелването на ракетата става от кораб или от подводница; поради конструктивните ограничения на ракетата, явяваща се развитие на П-35 и използваща аналогичната пускова апаратура, пускът от подводница е възможен само от надводно положение. Възможна е стрелба както с единични ракети, така и на залпове.
Поради значителното време на полета и ограничените възможности на ГСН на ракетата, стрелбата на пълната далечина е ефективна само с използването на външно целеуказание от самолетите Ту-95РЦ или вертолетите Ка-25РЦ с апаратура за МРСЦ „Успех“ или „Успех-У“. Това се явява слабото място на системата, тъй като синхронните действия с бреговите самолети е доста трудна, а вертолетите са с ограничени полетни характеристики. Освен това, авиационните средства за целеуказание са доста уязвими за палубната авиация на неприятеля, и се нуждаят от прикритие.
Получавайки корекции от МРСЦ „Успех“, ракетите следват към целта на голяма височина, за да икономисат гориво. Приближили се до целите на дистанция захващане от ГСН, ракетите изпълняват разпределение на целите и се снижават до свръхмалка височина, скривайки се зад радиохоризонта. Остатъка от пътя си ракетите преминават на свръхмалка височина, за да се намали тяхната видимост и уязвимост.

## Тактико-технически характеристики
- Дължина: 11,7 м
- Диаметър: 0,88 м
- Размах на крилата: 2,6 (2,1) м
- Стартова маса: 4800 кг[2][3]
- Скорост:
  - на височина: M=2,5
  - при повърхността: M=2
- Максимална далечина на стрелбата: 550 км
- Височина на полета: 50 – 5000 м[4]
- Система за управление: инерционна + радиолокационна
- Бойна част:
  - фугасно-кумулативна: 500 (1000) кг
  - ядрена: 350 кт

## Оценка на проекта
Ракетата П-500 е създадена като развитие на успешната серия ракети П-35, с оглед постигането на по-високи полетни характеристики, по-голяма далечина и по-големи възможности за поразяване на добре защитени цели, такива като авионосните ударни групировки. Изначално, проектът е разчетен за развитие на решенията и основните компоненти на П-35, с тази цел, че да може да се използва аналогична пускова инфраструктура и системи за обслужване с минимални модернизации. В нея за първи път са използвани такива новаторски технически решения като бордова станция за поставяне на радиосмущения, комбинирана траектория на стрелбата на големи отстояния и залпови атаки с разпределение на целите. Високата свръхзвукова скорост и ниската височина на полета значително затрудняват прихващането на ракетата близо до целта.
Следва, обаче, да се отбележи, че бидейки доста съвършено за времето си оръжие, П-500 съхранява същият принципен недостатък, привичен за всички свръхзвукови ракети – високата уязвимост на маршевия (височинният) участък от полета. Усъвършенстването на палубните прихващачи (по подобие на Grumman F-14 Tomcat) и далекобойните зенитни ракети в края на 1970-те години позволява да се прихване ракетата преди това, тя да се снижи за нисковисочинната атака. Бордовата станция за поставяне на смущения повишава устойчивостта на ракетата към ЗУР от старите модели (нуждаещи се от непрекъснато насочване, т.е. от постоянно облъчване на целите с радара на кораба-носител), но с появата на ЗУР SM-2, имащи инерционно насочване в маршевия участък и нуждаещи се от облъчване на целта само за късия момент на самонасочването в непосредствена близост до целта – възможностите на системата за създаване на смущения съществено се снижават.
Понастоящем системата П-500 се смята за остаряла, свалена е от въоръжение и заменена на корабите с новата, по-далекобойна ракета П-1000 „Вулкан“.